# Nikolai Nikolajewitsch Krestinski

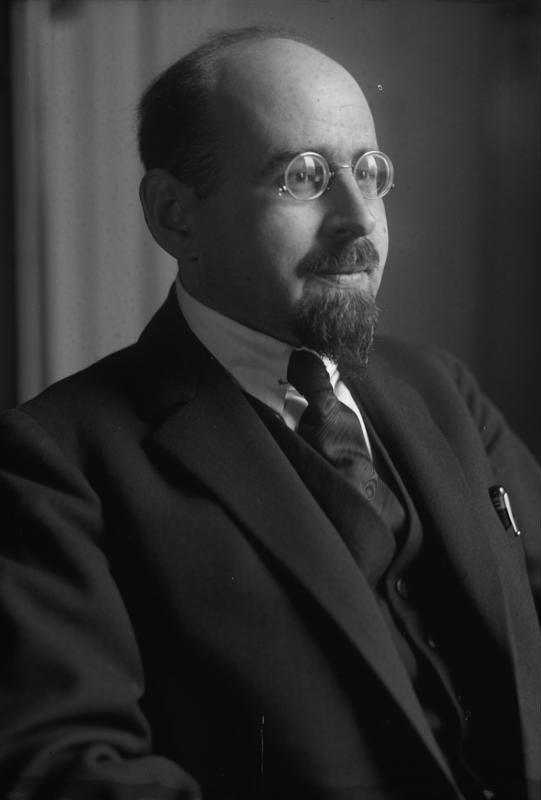
Nikolai Krestinski (1929)

Nikolai Nikolajewitsch Krestinski (russisch Николай Николаевич Крестинский, * 13. Oktoberjul. / 25. Oktober 1883greg. in Mogiljow, Russisches Kaiserreich; † 15. März 1938 in Moskau) war ein russischer Revolutionär und Politiker.

## Biografie

### Aufstieg zur Macht
Der Rechtsanwalt und Journalist Krestinski zählte zu den frühen führenden Revolutionären gegen das zaristische Russland. Bereits 1903 wurde er Mitglied der Sozialdemokratischen Arbeiterpartei Russlands (SDAPR). 1917 war er Vorsitzender eines Gebietsparteikomitees von Jekaterinburg (Ural). Auf dem geheimen VI. Parteitag (26. Juli bis 3. August 1917) der SDAPR – später Kommunistische Partei der Sowjetunion –  wurde  er in das 21-köpfige Zentralkomitee der Partei gewählt. Er war in dieser Zeit einer der wichtigsten Vertrauten von Lenin. Während des revolutionären Überganges vom 10. Oktober 1917 bis 18. Februar 1919 war er Sekretär des Zentralkomitees und des Organisationsbüros der Partei. Durch den VIII. Parteitag am 18. Februar 1919 wurde er in das nunmehr 5-köpfige Politbüro der Partei  – bestehend aus Lenin, Kamenew, Trotzki, Krestinski und Stalin – gewählt. Von 1920 bis 1921 leitete er schließlich als „Verantwortlicher Sekretär“ das Sekretariat des ZK.

### Zunehmender Machtverlust
Bereits auf dem X. Parteitag von 1921 verlor Krestinski aber durch sein Eintreten für Trotzki die Mitgliedschaft im Politbüro, im OrgBüro und im Zentralkomitee. Er wurde zunächst kurzzeitig Volkskommissar für Justiz, dann von 1921 bis 1923 Volkskommissar für die Finanzen und von 1922 bis 1930 Botschafter in Berlin und nach 1930 stellvertretender Volkskommissar für Auswärtige Angelegenheiten.
Obwohl er sich 1923 von der Gruppe um Trotzki entfernte und 1928 sich entschieden von der Opposition in der Partei distanzierte, blieb Stalin ihm gegenüber nachhaltig misstrauisch.

### Schauprozess und Tod
Im Rahmen der Moskauer Prozesse während der Stalinschen Großen Terrors wurde er 1938 im „Prozess der Einundzwanzig“ u. a. zusammen mit dem ehemaligen Politbüromitglied Bucharin und dem ehemaligen Vorsitzenden der Volkskommissare Rykow am 13. März 1938 zum Tode verurteilt und noch im März hingerichtet.

### Rehabilitation
1956 wurde er im Rahmen der Entstalinisierung in der Geheimrede Chruschtschows auf dem XX. Parteitag der KPdSU teilweise und dann in der Zeit der Perestroika nach 1986 durch Michail Gorbatschow vollständig rehabilitiert.